# Eurhynchiella semitorta
Eurhynchiella semitorta là một loài Rêu trong họ Brachytheciaceae. Loài này được (A. Jaeger) Broth. mô tả khoa học đầu tiên năm 1925.